# Ai Nonaka
Ai Nonaka (野中 藍 Nonaka Ai?, Sawara-ku, Fukuoka, 8 de junio de 1981) es una seiyu y cantante japonesa. Actualmente trabaja para Aoni Production y fue miembro de las seiyūs DROPS, que incluye a sus compañeras seiyūs, Akemi Kanda, Tomoko Kaneda, Mariko Koda, y Ryōko Shiraishi.

## Filmografía

### Anime
2002
- Platonic Chain (Kagura Rika)
- Ultimate Muscle (Keiko)
- Kinnikuman Nisei: Muscle Ninjin Sōdatsu! Chōjin Daisensō (movie) (Keiko)

2003
- Bobobo-bo Bo-bobo (Beauty)
- Bottle Fairy (Hororo)
- R.O.D the TV (Touko Shigno)
- Stellvia of the Universe (Shima Katase)
- Submarine 707R (OVA) (Rei)

2004
- Gakuen Alice (Nonoko Ogasawara)
- Kannazuki no Miko (Nekoko)
- Tenbatsu! Angel Rabbie (OVA) (Lui)
- Kinnikuman Nisei - Ultimate Muscle (Keiko)

2005
- Iriya no Sora, UFO no Natsu (OVA) (Iriya Kana)
- Jinki: EXTEND (Satsuki Kawamoto)
- Kamichu (Miko Saegusa)
- Mahō Sensei Negima (Konoka Konoe)
- Pani Poni Dash! (Ichijō)

2006
- Ape Escape (Sayaka)
- Binchō-tan (Binchō-tan)
- Kinnikuman Nisei 2 (Keiko)
- Kujibiki Unbalance (Tokino Akiyama)
- Negima!? (Konoka Konoe)
- Negima!? OVA Haru (Konoka Konoe)
- Negima!? OVA Natsu (Konoka Konoe)
- Poka Poka Mori No Rascal (Riruru)
- Sōkō no Strain (Lavinia Reberth and (Ralph's) Emily)

2007
- Doraemon (Doramyakko)
- Clannad (Fuko Ibuki)
- Gakuen Utopia Manabi Straight! (Mika Inamori)
- GeGeGe no Kitaro (2007) (Zambia)
- Mushi-Uta (C)
- Sayonara Zetsubō Sensei (Kafuka Fuura)

2008
- Himitsu - Top Secret (Nanako Amachi)
- Mahō Sensei Negima OAD - Shiroki Tsubasa Ala Alba (Konoka Konoe)
- Real Drive (Yukino)
- Zoku Sayonara Zetsubō Sensei (Kafuka Fuura)
- Goku Sayonara Zetsubō Sensei (OVA) (Kafuka Fuura)
- Toradora! (Kihara Maya)
- Zettai Shougeki ~Platonic Heart~ (OVA) (Miko Kazuki)

2009
- Clannad After Story (Fuko Ibuki)
- Sora wo Kakeru Shoujo (Imoko Shishidou)
- Asura Cryin' (Kanade Takatsuki)
- Asura Cryin'2 (Kanade Takatsuki)
- Mahō Sensei Negima OAD - Mou Hitotsu No Sekai (Konoka Konoe)
- Natsu no Arashi! (Yayoi Fushimi)
- Zan Sayonara Zetsubō Sensei (Kafuka Fuura)
- Yoku Wakaru Gendai Mahō (Koyomi Morishita)

2011
- Gintama (Hitokiri Pirako)
- Denpa Onna to Seishun Otoko (Meme Tōwa)
- Puella Magi Madoka Magica (Kyōko Sakura)

2012
- Another (Yukari Sakuragi)

2017
- Sangatsu no Lion (Fu Nyaa, Kinsho Nyaa y Tokin Nyaa)
- Fate/Apocrypha (Frankenstein, Medea Lily)

2018
- Fate/EXTRA Last Encore (Alice, Nursery Rhyme)

2020
- Magia Record (Kyōko Sakura)

2021
- Magia Record Season 2 (Kyōko Sakura)

### Videojuegos
- 12Riven (Myū Takae)
- Ape Escape 3 (Sayaka)
- Arknights (Glaucus)
- Atelier Annie: Alchemists of Sera Island (Annie Eilenberg)
- Clannad (novela visual) (Fuko Ibuki)
- Dead or Alive (serie) (Honoka)
- Dengeki Gakuen RPG: Cross of Venus (Kana Iriya, Kanade Takatsuki)
- Magia Record (Kyōko Sakura)
- Mana Khemia: Alchemists of Al-Revis (Lene Kier)
- Rockman X: Command Mission (Cinnamon)
- Madoka Magica PSP (Kyōko Sakura)
- Riviera: The Promised Land (Serene)
- Tales of Arise  (Hururu-Hottle)
- The King of Fighters EX2:Howling Blood (Miu Kurosaki)
- WarTech: Senko No Ronde (Baek Changpo)
- Wrestle Angels: Survivor (Cutie Kanai, Noel Shiraishi)
- Xenosaga Episode II: Jenseits von Gut und Böse (100-Series Realian)
- Yggdra Union: We'll Never Fight Alone (Pamela and Emilia)

## Discografía

### Sencillos

#### Yume no Drive
First single; Released 28 de diciembre de 2005
1. Yume no Drive
2. Escalator Rider
3. Nichiyoubi (aipon type)
4. Yume no Drive (off vocal ver.)
5. Escalator Rider (off vocal ver.)

#### Tokimeki no Kotoba
Second single; Released 4 de octubre de 2006
1. Tokimeki no Kotoba
2. Shiawase no Tane
3. Tokimeki no Kotoba (off vocal ver.)
4. Shiawase no Tane (off vocal ver.)

#### Love@messenger
Third single; Released 4 de octubre de 2006
1. LOVE@MESSENGER
2. LOVE@MESSENGER Ai-rock ver.
3. Number
4. LOVE@MESSENGER
5. Number (off vocal ver.)

#### Cheer Ru-ga!
Fourth single; Released 8 de agosto de 2007
1. Cheer Ru-ga!
2. Happy Material (aipon type)
3. Cheer Ru-ga! (off vocal ver.)
4. Happy Material (off vocal ver.)

#### Koi no Museum
Fifth single; Released 9 de septiembre de 2007
1. Koi no Museum
2. Roulette ☆ Roulette (aipon type)
3. Koi no Museum (off vocal ver.)
4. Roulette ☆ Roulette (off vocal ver.)

#### Ureshinaki
Sixth single; Released 10 de octubre de 2007
1. Ureshinaki
2. Shooting Star -Yume he to Todoke- (aipon type)
3. Ureshinaki (off vocal ver.)
4. Shooting Star -Yume he to Todoke- (off vocal ver.)

#### Datte Anata Wa Anata Da Kara
Seventh single; Released 14 de enero de 2009
1. Datte Anata Wa Anata Da Kara
2. Tsunaide, Tsunaide
3. Omedetou
4. Datte Anata Wa Anata Da Kara (off vocal ver.)
5. Tsunaide, Tsunaide (off vocal ver.)

### Álbumes de estudio

#### Ai no Uta
First album; Released 1 de febrero de 2006
1. Hatsukoi Frill
2. Yume no Drive
3. Snow White Graffiti
4. Peace!
5. Kaze no Radio
6. Kuroneko no Hitomi
7. Hajimete no Nichiyoubi
8. Escalator Rider
9. ai no uta
10. epilogue -ai no uta-

#### Shiawase no Iro
Second album; Released 6 de diciembre de 2006
1. Andante
2. espresso
3. Tokimeki no Kotoba
4. Yukina Miki!
5. Yoake no Charm
6. Number (album ver.)
7. Barairo no Hoho
8. Co.lor.fu.l
9. Jewelry Heart
10. Shiawase no Tane
11. Marble no Koi
12. LOVE@MESSENGER

#### Namida no Kiseki
Third album; Released 12 de marzo de 2008
1. CACAO85
2. A-ri-e-na-i!
3. Amanojaku
4. Maybe?
5. Koi no Museum
6. NO DREAM X NO LIFE
7. Cheer Ru-ga
8. Hitoribocchi
9. Kirari
10. Ureshinaki
11. Donna Toki Datte

#### Supplement
Fourth album; Released 22 de abril de 2009
1. VOICE
2. Kira Kira
3. Motto
4. Hop Step Love
5. Sweet Sunny Day
6. Tsunaide, Tsunaide
7. Cherisshu
8. Boku No Kimochi
9. Kono mama, Kono mama
10. Melody
11. Datte Anata Wa Anata Da Kara
12. Oyasumi (Bonus Track)